# Trichocerca scipio
Trichocerca scipio är en hjuldjursart som först beskrevs av Gosse 1886.  Trichocerca scipio ingår i släktet Trichocerca och familjen Trichocercidae. Arten är reproducerande i Sverige. Inga underarter finns listade i Catalogue of Life.